# Centre d'information de la police canadienne
Pour les articles homonymes, voir CIPC.
Le Centre d'information de la police canadienne (CIPC) est la base de données centrale de la police, administrée par la GRC, donnant accès à des informations sur un certain nombre de sujets. Ce système national d'échange d'informations relie les partenaires canadiens et internationaux de la justice pénale et de l'application de la loi.